# Maestro de María de Borgoña

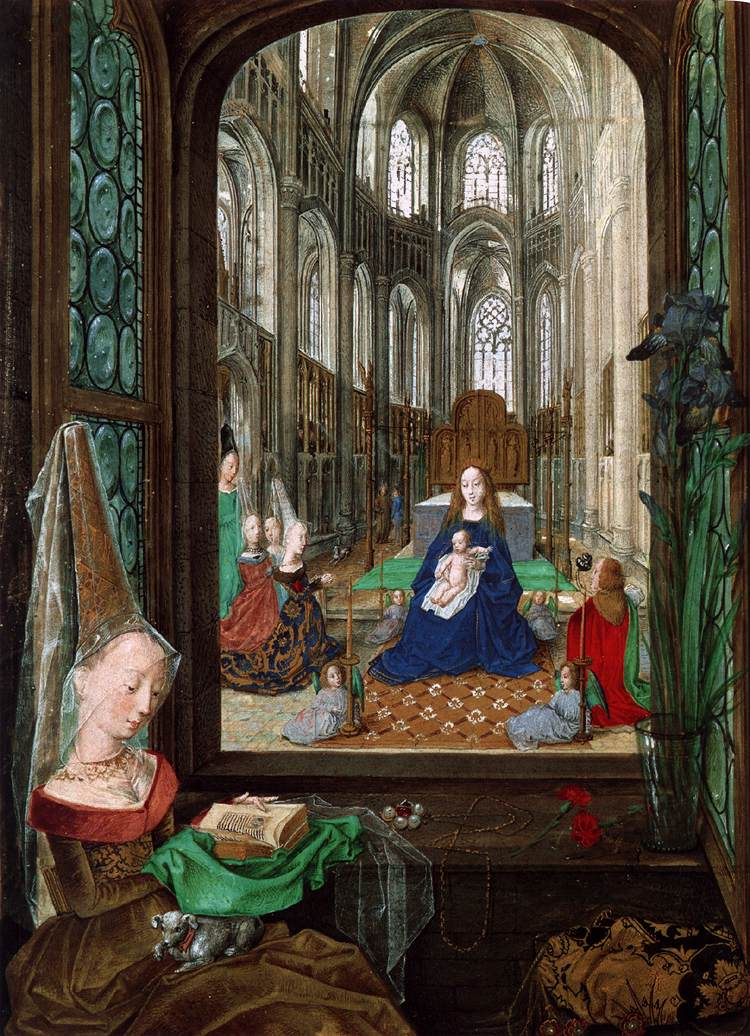
Folio de las " Horas de María de Borgoña "

El Maestro de María de Borgoña fue un iluminador, pintor y dibujante flamenco activo entre 1469-1483 en Flandes, probablemente en Gante. Su nombre deriva de dos libros de horas que se le atribuyen, las Horas de Viena de María de Borgoña y otro libro de horas, ahora en Berlín, también de María de Borgoña. 
Se vio influido por los avances en la pintura al óleo sobre lienzo, especialmente por las obras y el enfoque de Hugo van der Goes, y es posible que también fuera pintor. Sus iluminaciones se caracterizan por una tendencia a la paleta oscura, una estética favorecida por la corte de la época, así como por el uso innovador de trampantojos tanto en sus miniaturas como en las decoraciones de los bordes. Aunque se le atribuye un número relativamente pequeño de obras, el maestro está considerado como uno de los principales innovadores de la iluminación de manuscritos de finales del siglo XV.

## Atribución

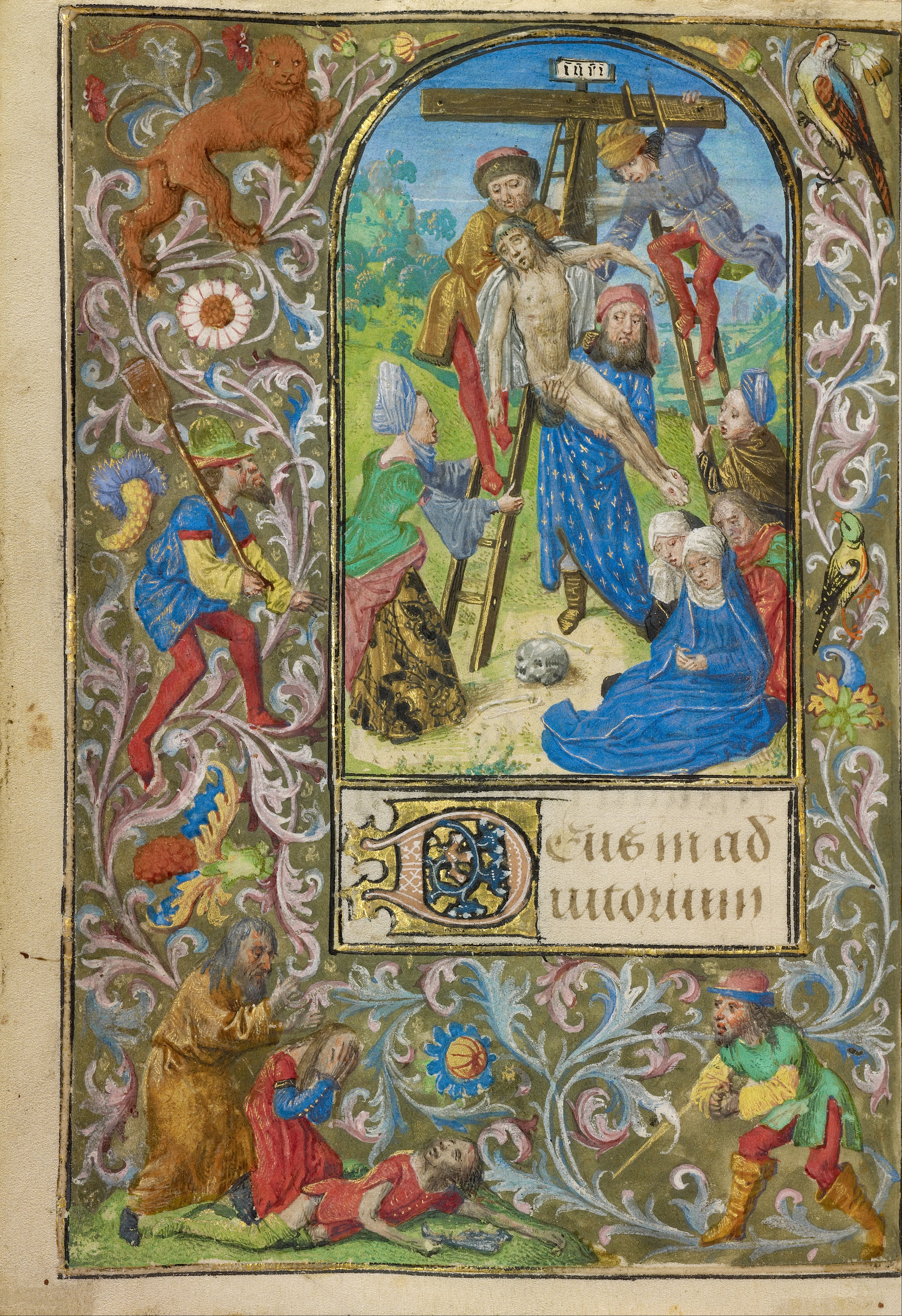
Libro de oraciones de Carlos el Temerario, Museo J. Paul Getty, Sra. 37. La Déposition de croix, fol. 111v

Es uno de los artistas más talentosos e innovadores de su generación y se sabe que recibió influencias de pintores sobre tabla contemporáneos, como van der Goes, Justo de Gante, Rogier van der Weyden y Jan van Eyck,aunque solo en el tono y el estilo; los préstamos figurativos directos son raros, y es posible que él mismo fuera pintor sobre tabla, ya que tanto van Eyck como Rogier trabajaron en iluminaciones.
Otras obras atribuidas al maestro son las miniaturas en el Libro de Oración de Carlos el Temerario (Ms. 37) en el Museo J. Paul Getty, y las Horas de Engelberto de Nassau en la Biblioteca Bodleian, en Oxford .

## Estilo
A lo largo de su carrera, introdujo numerosas innovaciones iconográficas y formales, y hoy en día se le considera el principal artífice de la aparición de un nuevo estilo de iluminación flamenca en las décadas de 1470 y 1480. En vida fue muy apreciado por ricos y poderosos mecenas, y fue seguido por un gran número de imitadores.
Las ilustraciones del maestro en las Horas de María de Borgoña se caracterizan por el uso de objetos cotidianos de devoción, como libros y rosarios, así como entornos domésticos para enmarcar imágenes de la Virgen y el Niño, lo que lleva lo sagrado a espacios domésticos y terrenales.

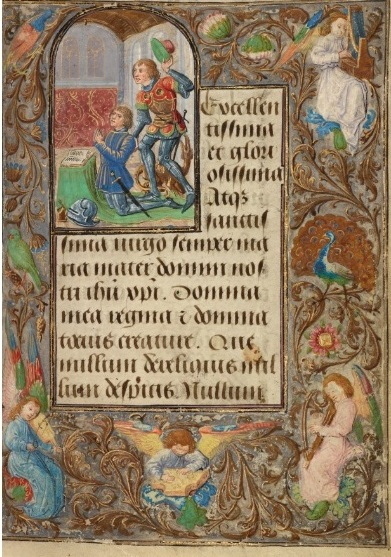
Del libro de Carlos el Temerario

Conseguía el modelado de figuras y objetos construyendo capas de pintura con trazos finos pero visibles, en lugar de utilizar la técnica convencional del sombreado. Una de sus técnicas características consistía en colocar escenas religiosas detrás de una ventana, creando una ilusión de profundidad y situando la escena del fondo como principal foco de interés. Los dos ejemplos más conocidos son las miniaturas «La Virgen con el Niño» y «Cristo clavado en la cruz», para el libro María de Borgoña. 
El maestro colaboró con varios artistas de la generación anterior, entre ellos Lieven van Lathem, Simon Marmion y Nicolas Spierinc, pero pronto los superó.